# Gleißenberg
Gleißenberg – miejscowość i gmina w Niemczech, w kraju związkowym Bawaria, w rejencji Górny Palatynat, w regionie Ratyzbona, w powiecie Cham, wchodzi w skład wspólnoty administracyjnej Weiding. Leży w Lesie Bawarskim, około 12 km na północ od Cham, przy granicy państwa z Czechami.

## Dzielnice
W skład gminy wchodzą następujące dzielnice: Gleißenberg, Berghof, Hofmühle, Ried bei Gleißenberg

## Demografia
| Rok  | Liczba mieszk. |
| ---- | -------------- |
| 1970 | 676            |
| 1987 | 834            |
| 2000 | 1 011          |

## Oświata
(na 1999)

W gminie znajduje się przedszkole.